# Goriče, Kranj
Goriče este o localitate din comuna Kranj, Slovenia, cu o populație de 341 de locuitori.